# 吉岡郷甫

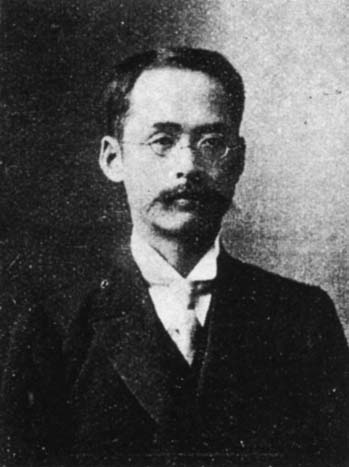
吉岡郷甫

吉岡 郷甫（よしおか きょうすけ、1876年（明治9年）1月6日 - 1937年（昭和12年）10月10日）は、山口県出身の文部官僚。日本語学者。

## 経歴
山口県出身。
- 1876年1月（明治9年）　吉岡武一の長男として出生[1]
- （旧旧）山口高等学校を経て、1899年（明治32年）東京帝国大学文科大学国文学科を卒業[2]。
  - 第二高等学校教授[1]
- 文部省図書審査官、同視学官[1]
  - 東京音楽学校教授[1]
- 文部省督学官[1]
  - 第五高等学校校長兼教授[1]
- 1921年（大正10年）浦和高等学校校長[1]
- 1927年（昭和2年）東京女子高等師範学校校長[1]
- 文政審議会委員[1]
- 教科書調査会委員[1]
- 国語審議会委員[1]
- 1935年4月（昭和10年）　退官[1]
- 1935年4月（昭和10年）　東京女子高等師範学校[1]
- 1937年10月10日（昭和12年）　没[3]

## 著書
- 『日本口語法』（大日本図書、1906年）
- 『文語口語対照語法』（光風館、1912年）
- 『中等国語法』（東京宝文館、1918年）

## 関連文献
- 「吉岡郷甫君」（井関九郎撰 『現代防長人物史 地』 発展社、1917年12月）
  - 井関九郎編 『近代防長人物誌 地』 マツノ書店、1987年2月
- 「職員淘汰の大嵐＝実行型の吉岡郷甫」（吉田千之著 『竜南人物展望』 九州新聞社出版部、1937年12月）
- 唐沢富太郎 「吉岡郷甫 : 口語法を唱導し、国定教科書編纂に尽くす」（唐沢富太郎編著 『図説 教育人物事典 : 日本教育史のなかの教育者群像 中巻』 ぎょうせい、1984年4月）
- 石井庄司 「吉岡郷甫」（国語教育研究所編 『国語教育研究大辞典』 明治図書出版、1988年）